# Liste der Monuments historiques in Langrolay-sur-Rance
Die Liste der Monuments historiques in Langrolay-sur-Rance führt die Monuments historiques in der französischen Gemeinde Langrolay-sur-Rance auf.

## Liste der Bauwerke
| Bezeichnung       | Beschreibung                  | Standort | Kennzeichnung | Schutzstatus | Datum | Bild           |
| ----------------- | ----------------------------- | -------- | ------------- | ------------ | ----- | -------------- |
| Schloss Beauchêne | Erbaut im 18./19. Jahrhundert | (Lage)   | PA22000010    | Inscrit      | 2000  | weitere Bilder |

## Liste der Objekte
- Monuments historiques (Objekte) in Langrolay-sur-Rance in der Base Palissy des französischen Kultusministeriums